# José María Queipo de Llano
José María Queipo de Llano y Ruiz de Sarabia (Oviedo, 26 de noviembre de 1786-París, 16 de septiembre de 1843), VII conde de Toreno y vizconde de Matarrosa, fue un político e historiador español, segundo presidente del Consejo de Ministros de la historia de España.

## Biografía
Cursó sus estudios de Humanidades y Ciencias en Cuenca, Salamanca y Madrid. En Cuenca vivió en un palacio heredado por su madre en la noble calle de San Pedro, muy cerca de la iglesia homónima. En 1803 regresó a Asturias donde formó parte como vocal de la junta revolucionaria durante la Guerra de la Independencia, para ser posteriormente miembro de las Cortes de Cádiz que aprobaron la Constitución española de 1812. Fue uno de sus grandes impulsores y el principal defensor de un texto constitucional no muy diferente del francés de 1791. Era un auténtico revolucionario que quería limitar el poder del rey fomentando la división de poderes.

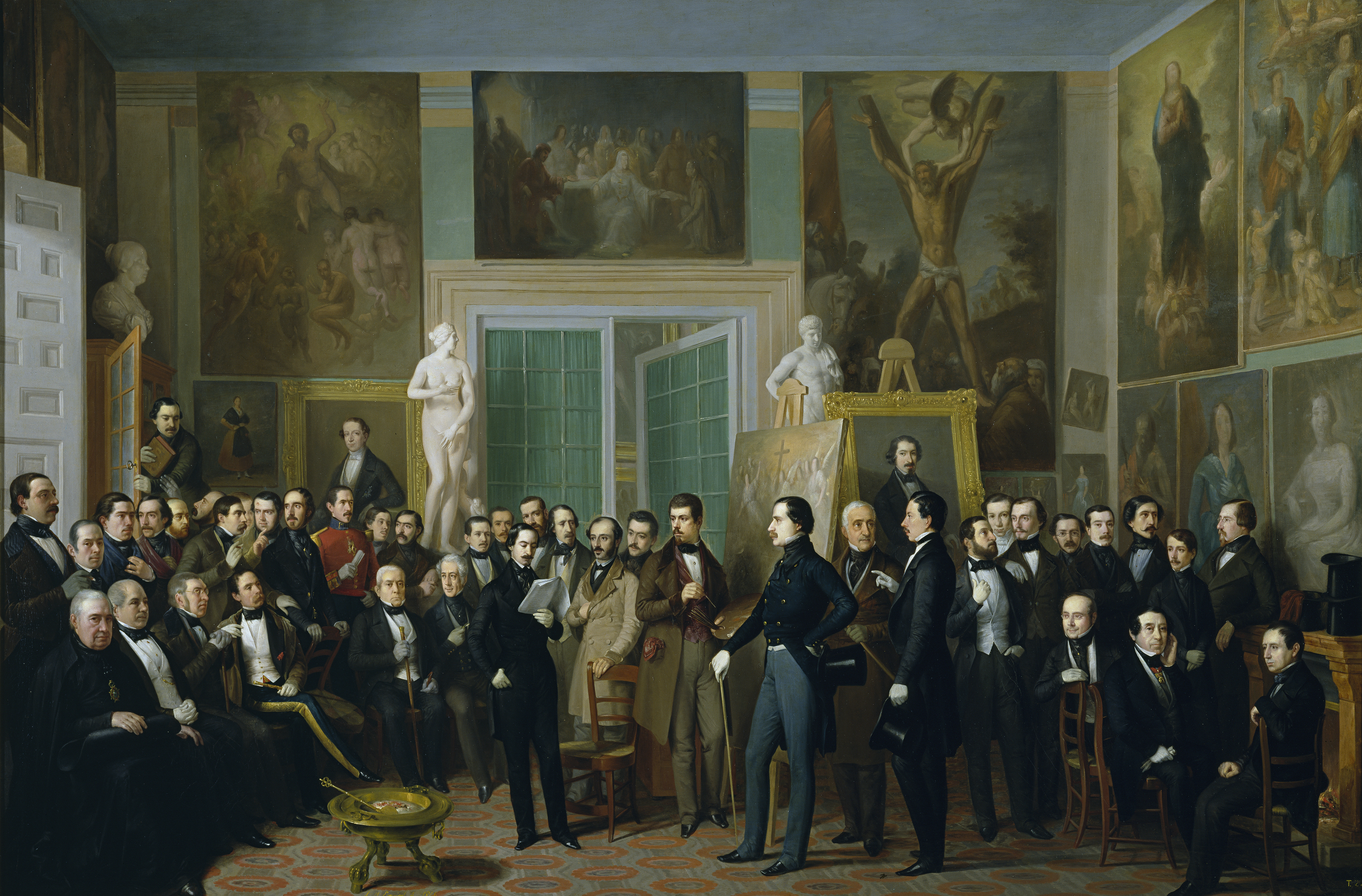
José María Queipo de Llano y Ruiz de Sarabia retratado en Los Poetas contemporáneos (1846), por Antonio María Esquivel, Museo del Prado, Madrid.

En 1814, Toreno se exilia en Londres al llegar Fernando VII otra vez al poder. Allí se entera de que Fernando VII le había condenado a muerte y confiscado sus bienes por rebelde. Desde Londres se traslada a París, donde se va transformando en un liberal moderado que quiere encajar la monarquía dentro de un marco constitucional. También vivió en Lisboa y Berlín. Tras el alzamiento de su cuñado, Rafael del Riego, el 1 de enero de 1820 en Las Cabezas de San Juan, se inicia el Trienio Liberal, por lo que se le devuelve lo perdido y pasa a ser diputado y presidente de las Cortes.
En su destierro escribió su primera obra, publicada en Francia en 1832 sobre la Guerra de la Independencia Española. Tras la amnistía general por la muerte del rey, y a su regreso a España es nombrado ministro de Hacienda en el gobierno de Francisco Martínez de la Rosa en 1834, donde no consiguió llevar a cabo reformas que permitieran la modificación del sistema financiero y la superación de la crisis económica derivada de la Primera Guerra Carlista. Tras el paso de Mendizábal, ocupó la Presidencia del Gobierno el 7 de junio de 1835 durante apenas tres meses en la convulsa situación de la regencia de María Cristina con los levantamientos liberales en toda España. Toreno dimitió "no sin antes haberse embolsado un soborno de unos cinco millones de reales de los Rothschild, a cuenta de los contratos sobre el mercurio de Almadén, y tal vez una suma mucho mayor como consecuencia de un desastroso arreglo de la deuda". Regresó a París en 1840 donde falleció en 1843.
Como historiador fue autor de Historia del levantamiento, guerra y revolución de España, sobre la Guerra de la Independencia, que él vivió en primera persona.